# Alat

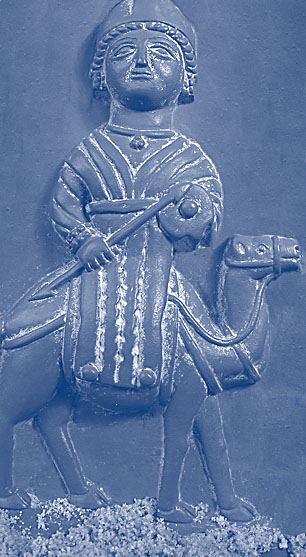
Alat en un camello. Bajorrelieve de Taif, Arabia Saudita, hacia 100.

Alat (en árabe: اللَّات‎, romanizado: al-lāt), a veces transcrito como Al-lat, Allat, Allatu o Alilat, era una diosa mayor de los pueblos de la península arábiga. Pertenece a la mitología árabe preislámica y era considerada junto a la diosa Al-Zuhara (el lucero vespertino) y la diosa Uzza (o Al-Uzza, el lucero matutino) como las tres hijas de Alá. 
Por tratarse de una deidad mayor los pueblos devotos le atribuían (al igual que a otras deidades de alto rango) un poder superior sobre todo lo terrenal. 
La diosa Alat era adorada bajo la forma de una piedra blanca cuadrada. Junto con los árabes otros pueblos semitas en Siria y Mesopotamia la conocían. Era la Diosa Madre de Palmira (norte de Siria); su símbolo era el león. Para los nabateos del sur de Jordania y Palestina, Alat era considerada la diosa del sol, fuente de vida; y la adoraban como tal. La ciudad de La Meca tenía un haram (santuario) dedicado a la diosa, y un hima donde afluían los árabes para llevar a cabo los ritos de adoración y los sacrificios propiciatorios que aseguraran la intervención de la diosa a favor del devoto. 
A veces Alat y Uzza conformaban una trinidad junto con Manat.

## Sincretismos

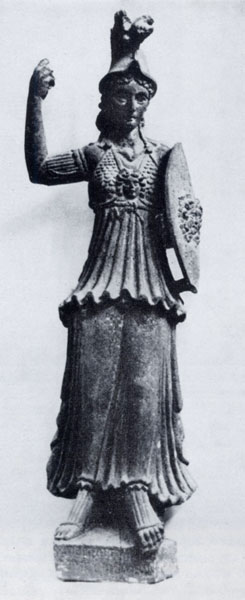
Allat-Minerva. Estatua del de As-Suwayda, Siria (provincia romana). Museo Nacional de Damasco

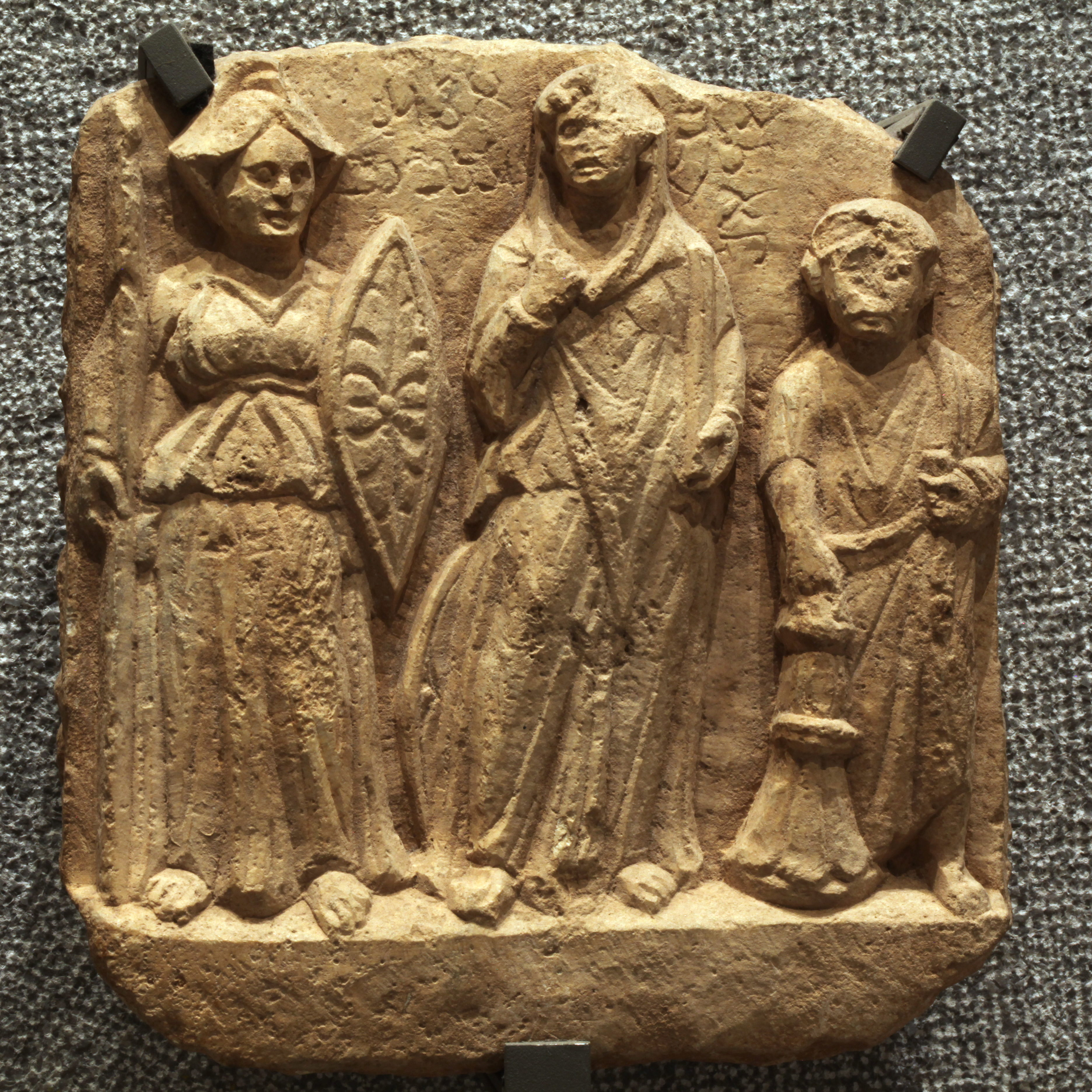
Némesis, Allāt y el devoto. Museo de Bellas Artes de Lyon

Los nabateos de Petra y la gente de la ciudad de Hatra también la adoraban, equiparándola con las griegas Atenea y Tique, y la Minerva romana. En las inscripciones multilingües griegas se la llama con frecuencia "la Gran Diosa".
El historiador griego Heródoto, en el siglo V a. C., la consideraba (erróneamente) el equivalente de Afrodita (que más bien sería al-Uzza).

"Los asirios llaman a Afrodita, Mylitta, los árabes Alilat (en griego: Ἀλιλάτ) y los persas Mitra. Además, a esta deidad se le asocia con otra divinidad hindú, Mitra".

Este pasaje es lingüísticamente significativo al ser la primera certificación clara de una palabra árabe, con el  artículo definido al-. 
Según Heródoto, los antiguos árabes solo creían en dos dioses (en realidad eran politeístas):

"Ellos no creen en otros dioses que no sean Dioniso y la celestial Afrodita; y dicen que llevan el pelo como Dioniso, cortándolo alrededor de la cabeza y afeitando las sienes. Llaman a Dioniso, Orotalt y a Afrodita, Alilat".